# Läkemedelsutveckling
Läkemedelsutveckling sker i tre steg, vilka utgör en lång och kostsam process som ibland kallas "den linjära modellen". På senare år har begränsningar i modellen börjat bli påtagliga för att till fullo beskriva processen. Exempelvis har determinism och ett ensidigt och för stort fokus på de tekniska och vetenskapliga komponenterna fört med sig att viktiga sociala, politiska, ekonomiska och ibland även kulturella faktorer helt marginaliserats. Även det faktum att processen idag involverar många gånger fler aktörer (bioteknikföretag, kontraktforskningsföretag, NGO:er och samarbetskonstellationer mellan privata företag och statliga institutioner) som interagerar på många olika sätt och i olika skeden av processen.
Ett alternativ finns till exempel hos USA:s National Cancer Institute och beskrivs som 
"The research process spans a continuum from discovery of new knowledge about the process of cancer, to development of new interventions, to the ultimate delivery of new, more effective, and safer interventions to all who need them." 
Även WHO börjar vidga definitionen av denna process, en kommission  använder i sin rapport Public health, innovation and intellectual property rights  begreppet "The Innovation Cycle" för att bättre beskriva hur läkemedel utvecklas i I-länder. Huvudstegen är nästan desamma som de tre nedan beskrivna stegen i den linjära modellen men av cyklisk typ:
1. Upptäckt (grundforskning där ledtrådar till nya /förbättrade läkemedel identifieras / optimeras)
2. Forskningen "översätts" till nästa steg med fokus på tillämpningar
3. Utveckling (preklinisk och klinisk utveckling där nya / förbättrade verktyg och läkemedel tas fram)
4. Marknadsgodkännande och tillverkning
5. Leverans (patienters tillgång säkras)
6. Efterfrågan på bättre verktyg och läkemedel uppstår och cykeln börjar om

## "Den linjära modellen"

### Steg 1
Kemiska laboratorier testar olika intressanta ämnen för att hitta några som har den eftersökta effekten. Dessa som väljs ut kommer att testas på datorer i teorin men även i praktiken på djur eller djurorgan.

### Steg 2
Klinisk läkemedelsprövning, vilken består av tre steg där man testar läkemedlet på människor.
1. Friska människor får prova läkemedlet för att undersöka bieffekter; anledningen till att den testas på friska människor är att sjuka redan har ett nedsatt allmäntillstånd och därmed skulle löpa en överhängande risk att avlida vid eventuella allvarligare bieffekter.
2. Om steget ovan skulle visa sig fungera bra utan överhängande bieffekter går man över till nästa stadium där några enstaka sjuka människor testas. Detta kan vid vissa tillfällen vara riskfyllt, men om inga allvarliga bieffekter har påvisats vid de föregående försöken är denna risk minimal.
3. Här kommer en större grupp människor (något tusental försökspersoner) testas med det så kallade dubbla blindprovet och cross over-testet där de biverkningar man kommer fram till registreras (vid de föregående försöken avbryts forskningen om allvarliga bieffekter påträffas).

### Steg 3
Här ska läkemedlet godkännas för marknadsföring och försäljning av en nationell läkemedelsmyndighet, i Sverige Läkemedelsverket. Utredningen av en ansökan om godkännande består i huvudsak av att besvara följande frågor:
- Hur fungerar det nya läkemedlet?
- Är läkemedlet effektivt för de patienter som det är avsett för?
- Är biverkningarna rimliga i förhållande till avsedda effekter?
- Är tillverkningen av läkemedlet av god kvalitet?

Beslut om godkännanden ska vara ytterst välgrundade så att kraven på läkemedlens kvalitet, effekt och säkerhet upprätthålls. Samtidigt måste arbetet göras snabbt och effektivt, så att nya och bättre läkemedel utan fördröjning kan komma till användning inom sjukvården.
Godkännanden från Läkemedelsverket eller EU (EMEA) krävs också när läkemedel som redan finns på marknaden förändras på något sätt, till exempel används mot nya sjukdomar (indikation), i ändrad dosering eller om företagen önskar sälja det receptfritt.